# 辛紫上
辛紫上（1911年4月—），原名辛学达，山东莱阳市大夼镇宋村人。中华人民共和国政治人物。

## 生平
1938年至1944年，先后于莱阳县黄金庵小学、掖县师范学校、胶东公学、胶东建国学校任教员，总务处主任、师范科主任，并从事组织抗日活动。1945年3月至1949年3月，任五龙县县长，1949年4月至1950年3月任中共五龙县委书记，后任胶州专署副专员等职。1952年初调赴上海市帮助开展三反五反运动，后任上海市虹口区区长；1956年4月，当选黄浦区区长，上海市民政局副局长、农业局顾问、气象局副局长。1983年离休。